# روز وايلدر لين
روز وايلدر لين (بالإنجليزية: Rose Wilder Lane)‏ (5 ديسمبر 1886، دي سميت في الولايات المتحدة - 30 أكتوبر 1968، دانبري في الولايات المتحدة)؛ كاتبة للأطفال، كاتِبة، صحفية وروائية أمريكية.

## روابط خارجية
- روز وايلدر لين على موقع إن إن دي بي (الإنجليزية)